# Geodorum terrestre
Geodorum terrestre är en orkidéart som först beskrevs av Carl von Linné, och fick sitt nu gällande namn av Leslie Andrew Garay. Geodorum terrestre ingår i släktet Geodorum och familjen orkidéer. Inga underarter finns listade i Catalogue of Life.

## Bildgalleri

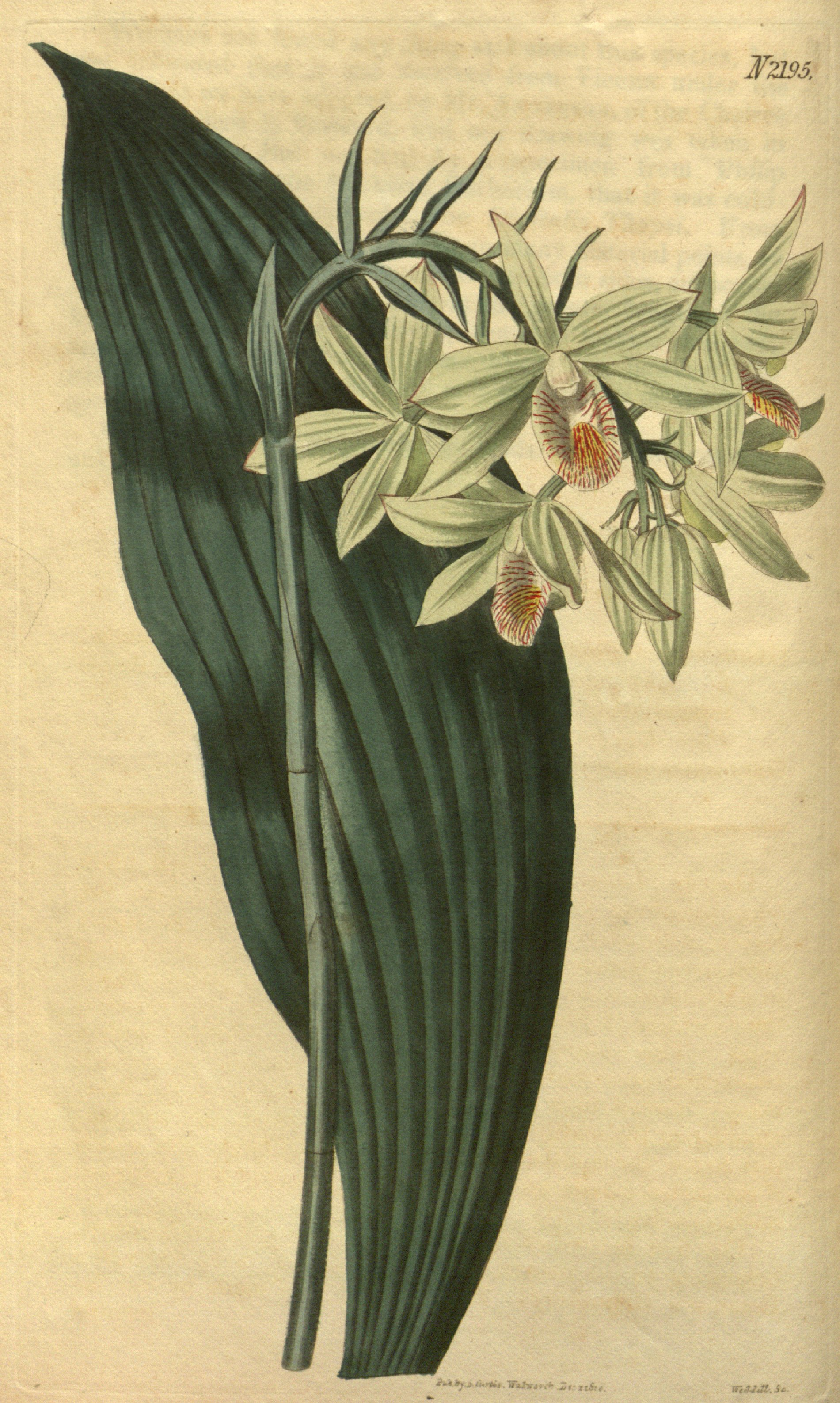